# 宿主
宿主（しゅくしゅ、英語：host）あるいは寄主（きしゅ）とは、寄生虫や菌類等が寄生、又は共生する相手の生物。口語では「やどぬし」と訓読されるが、学術用語としては「しゅくしゅ」読みが正式である。

## 一般的な意味
寄生者などがその生活環の中で幼生期の一時期を過ごすに過ぎない宿主を中間宿主と呼び、寄生者によっては何段階かの中間宿主を渡り歩く。これらを順次、一次中間宿主、二次中間宿主と呼ぶ。寄生者の成体が寄生し、そこで有性生殖が行われる宿主を終宿主と呼ぶ。中間宿主を捕食した動物の体内に寄生者が移行し、終宿主による捕食を待つ場合があり、これを待機宿主と呼ぶ。
寄生する生物は宿主に大きな害を及ぼさないものが多いとされる。これは、宿主が死んでしまうと寄生している生物も死んでしまうからであり、確かにそういう宿主-寄生者の関係は多い。しかし、以下のように必ずしもそうとばかりはいえないとみなされるケースもある。
まず、寄生性昆虫（寄生性のハエやハチなど）や冬虫夏草のように宿主をかならずいったんは殺してから脱出して成虫になったり、胞子を産生して宿主を離脱するものもある。こうしたタイプの寄生様式は捕食寄生と呼ばれる。
また、寄生虫や菌類は宿主が決まっているが、寄生虫等が本来の宿主以外の生物に入った場合、もともと宿主に大きな害を与えない寄生者であっても、宿主の免疫系などとの相互作用がうまくいかないため、宿主が重篤な病気を起こしたり死亡させたりする場合もある。
さらに、寄生者は中間宿主の健康や生存に関しては終宿主ほど折り合いをつけてない場合が多く、例えば有鉤条虫はヒトを中間宿主にも終宿主にもすることができるが、腸に成体が寄生した場合にはそれほど重篤な症状を起こさないことが多いにもかかわらず、肝臓や脳に幼生である嚢虫が寄生すると、しばしば死亡に至ることもある重篤な症状を引き起こす。ヒトを中間宿主とする条虫の幼生が引き起こす深刻な疾患としては、エキノコックス症がよく知られている。

## 偶生宿主
偶生宿主（あるいは付随宿主, incidental host）、または終末宿主（dead-end host）は、寄生者がそこから他の宿主に感染を広げられないような宿主のことである。上出のエキノコックス症のうち Echinococcus canine（canine はラテン語で犬の意）によるものは、ヒトの身体や糞をイヌやキツネが摂食することが稀であるために、ヒトからそれらの動物への感染がまず起こらないことなどが例である。またエボラ出血熱のように感染後非常に短期間で宿主が死亡するために宿主から他の個体への感染が可能な期間が短い場合も終末宿主の性質が強くなる。

## 分子生物学における意味
ウイルスやプラスミドがある細胞内に内包されているとき、その内包している細胞を指す（この場合「宿主」を用いる）。ウイルスは単独では増殖することができない（タンパク質合成に必要なリボソームや各種酵素をもたない）ため、感染した細胞のタンパク質合成機構によって自らのクローンを増やしていく機構であることから寄生者になぞらえ、この感染した細胞を宿主と呼ぶ。